# 大和井

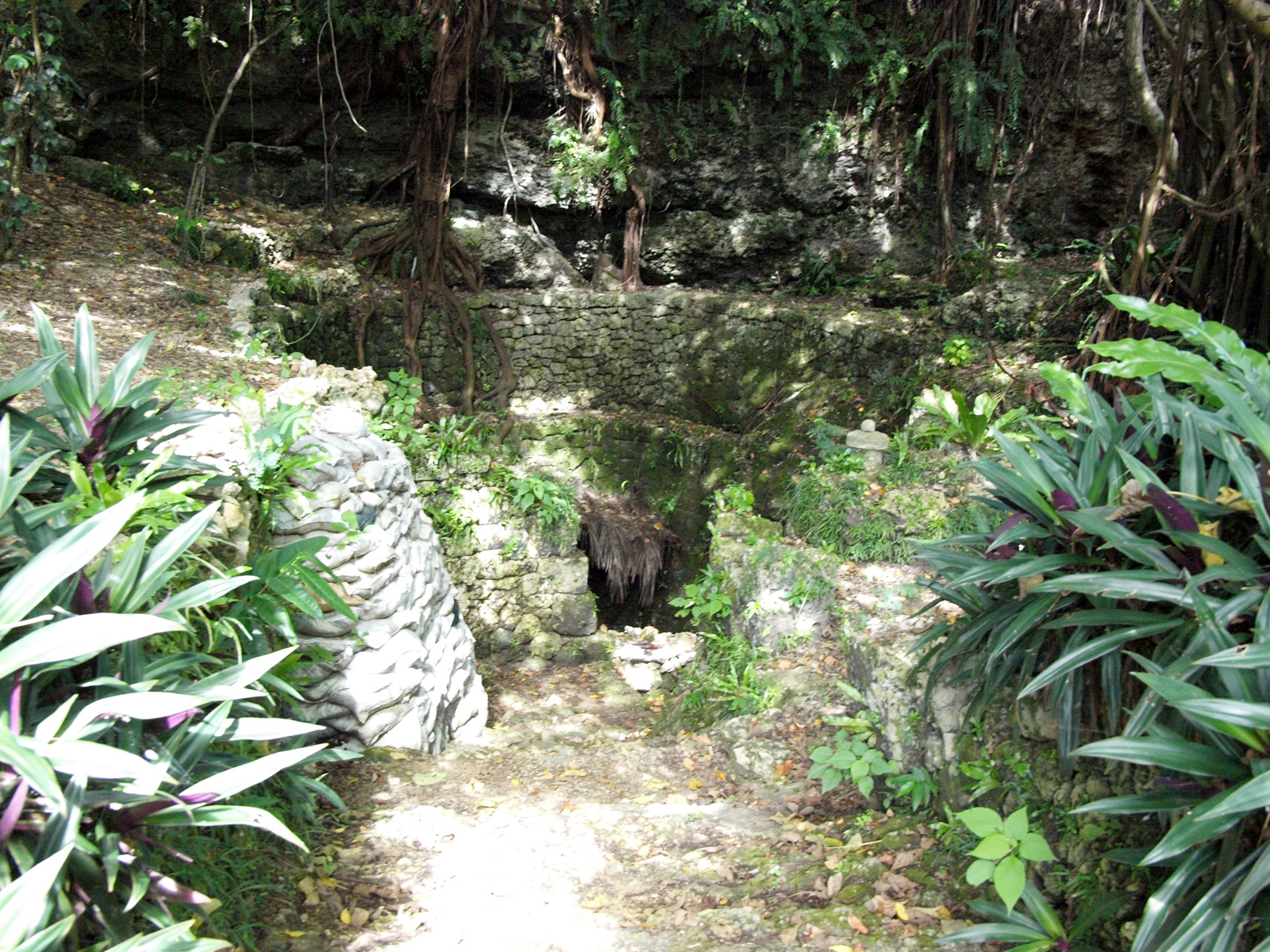
大和井 降り口

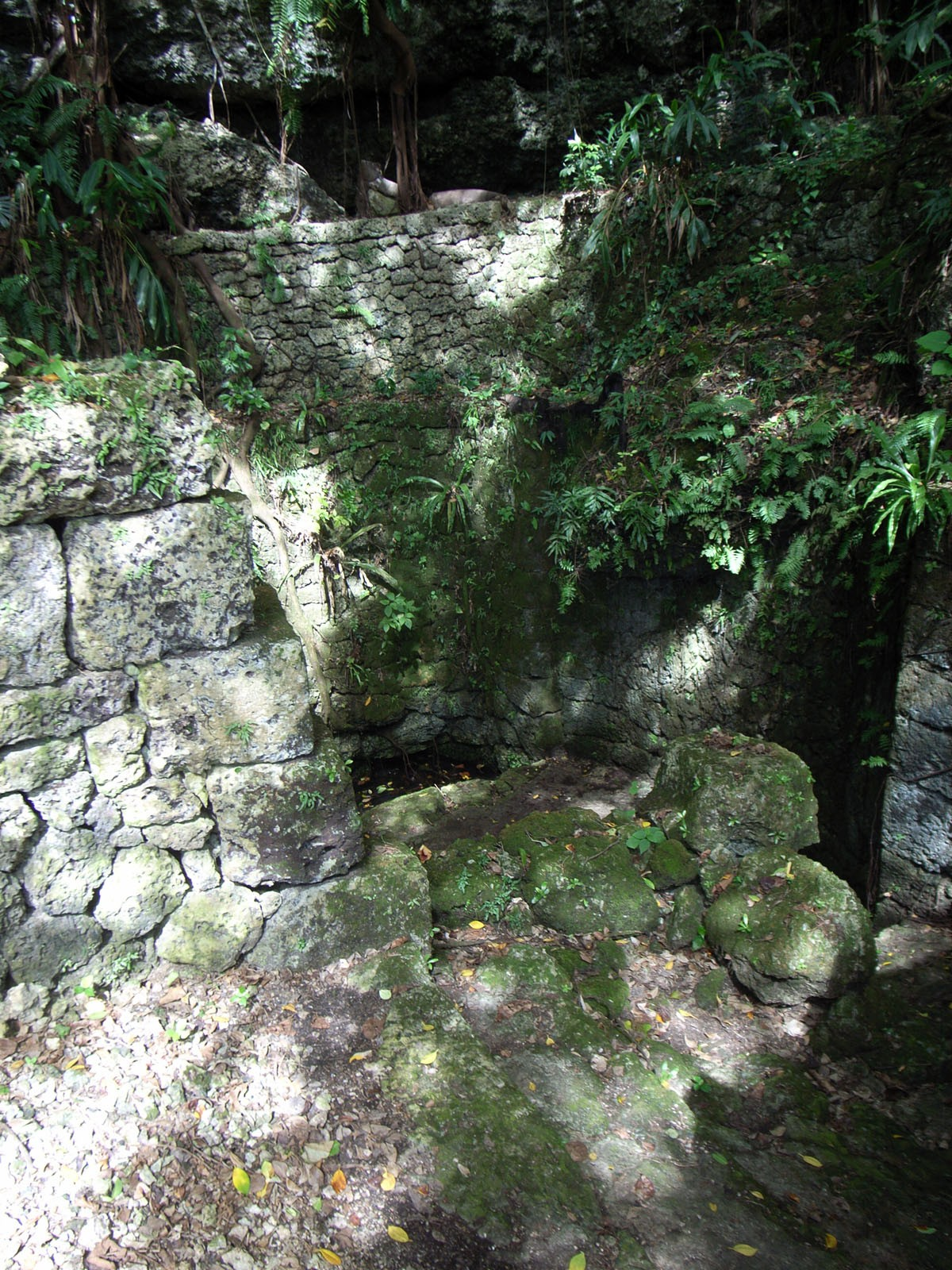
大和井 水源

大和井（やまとがー）は、沖縄県宮古島市平良にある井戸。石造遺跡。1992年（平成4年）2月18日に国の史跡に指定されている。

## 概要
大和井は、宮古島市の市街地近くにあるガーのひとつで、近隣にあるぶとら井（ぶとらがー、プトゥラガーとも言う）とともに「大和井」という名称で1992年（平成4年）12月18日 に国の史跡に指定された。
大和井は、石段を降りた下にある降り井（うりがぁ）で、周囲約20メートル、高さ約6メートルの円形の石積みの穴の底に石敷きの広場を設け、その奥部が取水口とされている。広場までは、折れ曲がった石段が続いている。石段の途中には門扉が設けられたと思われる閂の跡があり、厳重な管理の様子をうかがわせる。
ぶとら井は、大和井から50メートルほど北西に位置する井戸で、より簡素な造りを持つ。
大和井の南西約40mには、大川（うぷがー）という牛馬専用の井戸もある。

## 歴史
隆起サンゴ礁の島である宮古島には川はなく、雨は地下水となって海に流れこむ。海岸付近などにはその流れが湧き水となって湧き出す箇所があり、ガーと呼ばれて、住民の貴重な生活用水として利用されてきた。
大和井は、『雍正旧記』の記載から、1720年に掘られたと推定される。伝承によると、大和井は、首里王府や薩摩藩から派遣された役人専用の井戸であったといわれ、ぶとら井は、一般の住民用として用いられたと考えられている。
大川については、『雍正旧記』に1717年に補修工事が行われたとの記録があり、掘削はそれ以前に遡ると考えられている。

## 所在地
沖縄県宮古島市（旧平良市）字西仲宗根不佐手・土川